# Meraldo Zisman
Meraldo Zisman (Recife, 27 de setembro de 1934) é um médico escritor brasileiro.

## Formação
- Médico formado pela Faculdade de Medicina do Recife
- Doutor em Medicina pela UFPE e Universidade de Bristol

## Profissão
- Médico
  - neonatologista
  - Psicoterapeuta[2]
- Professor de Medicina da UFPE[3][2]
- Cientista visitante da Clínica Tavistock, Londres[4]

## Atividade literária
Cronista, ensaísta, memorialista.

## Vida associativa
- Membro titular da Sociedade Brasileira de Médicos Escritores.[1]
- Acadêmico emérito da Academia Brasileira de Médicos Escritores[3]
- Acadêmico (Cadeira 20) da Academia Recifense de Letras[5]

## Livros publicados
- Nordeste Pigmeu[1][6][7]
- Medicina e Literatura[8][9]
- Jacob da Balalaica[10]
- Violência: A metamorfose do medo[4]
- Eu digo[5]
- Marranismo[11]
- Pequenos escritos de um médico[5]
- As múltiplas faces do amor[5]
- Desculpe qualquer coisa[5]
- 2 dedos de prosa
- Cotidiano em movimento[12]

## Honrarias
- Medalha do Mérito Sanitário Josué de Castro concedida pela Assembleia Legislativa de Pernambuco[3][13][14]